# Nakba
Nakba és un terme àrab (àrab: النكبة, an-Nakba) que significa ‘catàstrofe’ o ‘desastre’, utilitzat per designar a l'èxode del poble palestí (àrab: الهجرة الفلسطينية, al-hijra al-filasṭiniyya). Segons l'Agència de les Nacions Unides per als Refugiats Palestins (UNRWA) són refugiats palestins les «persones que vivien al Mandat Britànic de Palestina entre juny de 1946 i maig de 1948 i que van perdre les seves cases i mitjans de vida a conseqüència de la Guerra arabo-israeliana de 1948.»
La UNRWA conjuntament amb una Comissió Tècnica designada a aquest efecte, van presentar davant l'assemblea general de l'ONU un informe que estima la xifra de refugiats en aproximadament 711.000 àrabs. Aquest informe deixa constància que aquestes xifres corresponen a les targetes de racionament atorgades per qüestions humanitàries. Les estimacions israelianes són de 520.000 refugiats, mentre que les fonts palestines parlen de 900.000.
La Resolució 194 de l'Assemblea General de l'ONU de l'11 de desembre de 1948 seria la primera a esmentar la necessitat d'arribar a un acord equitatiu i just per a tornada o compensacions dels refugiats, siguin aquests àrabs o jueus.
En l'actualitat, a causa que l'ONU considera refugiats els descendents dels refugiats de 1948, el seu nombre s'ha incrementat fins a arribar als 4 milions.
L'èxode palestí marca l'inici del problema dels refugiats palestins, un dels principals contenciosos del conflicte àrab-israelià. Només un terç d'aquests 700.000 refugiats (100.000 a Líban, 60.000 a Síria, 70.000 a Transjordània, 7.000 a Egipte i 4.000 a l'Iraq) són en rigor «refugiats» segons l'ONU. Els 190.000 palestins que es van instal·lar a la Franja de Gaza i els 280.000 que ho van fer a Cisjordània són, segons la terminologia de l'ONU, «desplaçats» interns dins del propi país. Sense que això vagi en detriment del desastre humà, de vegades s'ha ressenyat com a dada rellevant per comprendre'n el veritable abast, que tant els refugiats com els desplaçats romandran en el mateix domini lingüístic, religiós i sociocultural.
L'expulsió per la força o «desplaçament obligatori» de la població autòctona palestina ha ocorregut altres cops, com el 1967 amb la Guerra dels Sis Dies, després de la qual molts palestins es van veure obligats a l'exili, molts d'ells per segona vegada. Israel nega tota responsabilitat respecte als refugiats i l'atribueix als països àrabs. La posició majoritària en l'Estat d'Israel respecte a la tornada dels refugiats àrabs i els seus descendents és que, de concretar-se, l'existència d'Israel com a Estat jueu i democràtic, pilars fonamentals del sionisme, es veuria seriosament compromesa des del punt de vista demogràfic, atès que la població àrab es convertiria en majoritària a Israel.
El dia de la Nakba (àrab: يوم النكبة, yawm an-Nakba) és el dia en el qual els palestins commemoren l'inici de l'èxode (la creació de l'estat d'Israel). Se celebra el 15 de maig i és la data commemorativa més important del calendari palestí. És commemorada amb protestes i celebracions també en altres llocs fora de Palestina.

## Context

Atacs àrabs 15 de maig–10 de juny de 1948.

Camp de refugiats en Jaramana, Damasc, Síria.

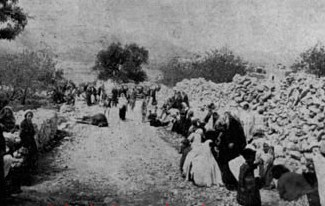
Refugiats de Lydda i Ramla.

L'endemà de la Declaració d'independència de l'Estat d'Israel en el territori assignat pel Pla de l'ONU per a la partició de Palestina de 1947, els cinc estats àrabs veïns (Líban, Síria, Jordània, l'Iraq i Egipte), disconformes amb aquest Pla, li van declarar la guerra i van envair al naixent Estat d'Israel.
En la guerra intermitent que va tenir lloc durant els següents 15 mesos (amb diverses treves promogudes per l'ONU), Israel va conquistar un 26% addicional de l'antic mandat britànic, mentre que Transjordania i Egipte van ocupar la part restant destinada per l'ONU a l'Estat àrab-palestí: Egipte va ocupar Gaza i Transjordania es va annexionar Cisjordània i Jerusalem Est, refundant el país amb el nom de Jordània.
La guerra va provocar milers de desplaçats en tots dos sentits: àrabs de la zona israeliana van ser obligats a desplaçar-se a les veïnes Gaza i Cisjordània, i també a altres països àrabs més allunyats, fet que va donar origen al problema dels refugiats palestins, que encara avui perdura. A la zona israeliana van quedar 100.000 àrabs, que van adquirir la nacionalitat israeliana i que, en general, van gaudir dels drets plens de ciutadania a partir de 1950, incloent la seva incorporació a l'exèrcit en el cas dels drusos.

## La visió tradicional israeliana
La visió tradicional és la que té lloc en els primers anys després de la guerra de 1948, majoritàriament durant els anys cinquanta, seixanta i setanta. Aquesta visió considera que l'èxode àrab va tenir lloc a conseqüència de les reiterades demandes per part dels líders àrabs, dirigides a la població àrab en Palestina, perquè abandonessin Palestina per no sofrir les conseqüències de la guerra que els països àrabs anaven a infligir als jueus. En aquest sentit, els àrabs palestins haurien deixat la seva terra fugint d'aquestes futures conseqüències. Citen aquestes fonts també el maltractament per part dels soldats àrabs als seus correligionaris palestins. No obstant això, les fonts propalestines, i, sobretot, alguns dels anomenats nous historiadors israelians, han qüestionat aquest aspecte que, en qualsevol cas, continua sent un tema controvertit.

### Les crides a l'èxode per part dels líders àrabs
Els líders àrabs, dins i fora del llavors Mandat Palestí, van demanar o van ordenar als àrabs palestins que marxessin dels territoris controlats pels jueus per posteriorment envair l'Estat d'Israel el 15 de maig de 1948 i aplanar el camí per a la invasió dels països àrabs. Els líders àrabs van muntar una campanya sostenint que els jueus feien expulsions sistemàtiques des dels primers dies de la guerra.
Un exemple de les crides dels líders àrabs cap als àrabs palestins incitant-los perquè abandonessin Palestina és la que va fer el Comitè Àrab Súprem, màxima autoritat palestina del moment. El 8 de març de 1948 va ordenar a les dones, nens i ancians de diverses parts de Jerusalem que abandonessin les seves cases. Un altre exemple són les declaracions recollides en el periòdic jordà Filastín del 19 de gener de 1949.
El primer ministre iraquià Nuri Said també va fer declaracions que van poder incitar els àrabs a abandonar les seves terres.
Altres líders àrabs han argumentat a posteriori que una de les causes de l'èxode van ser les seves declaracions. El secretari de l'Oficina de la Lliga Àrab a Londres, Edward Atiyah, va escriure en el seu llibre, The Arabs que l'èxode es va deure en part a la creença dels àrabs, encoratjada per la jactanciosa i poc realista premsa àrab i les irresponsables declaracions d'alguns líders àrabs, que podia ser només un assumpte de setmanes abans que els jueus serien derrotats pels exèrcits dels estats àrabs i els àrabs palestins podrien tornar i prendre possessió del seu país.
En les seves memòries, Haled Al Azm, el primer ministre sirià durant el període 1948-49, també va reconèixer el paper dels àrabs per persuadir als refugiats a anar-se'n indicant que "des de 1948 s'ha exigit el retorn dels refugiats a les seves llars. Però nosaltres mateixos vam ser els primers a encoratjar-los a anar-se'n. Només uns pocs mesos van transcórrer entre la nostra crida perquè se n'anessin i la nostra petició a les Nacions Unides que resolgués el seu retorn. El rei Abdula de Jordània, en les seves memòries, culpava els líders palestins del problema dels refugiats, dient que la tragèdia dels refugiats palestins va ser que la majoria dels seus líders els van paralitzar en l'exterior amb falses i infundades promeses que no estaven sols.
The Economist, reportava el 2 d'octubre de 1948 que:

### La voluntat de convivència per part dels líders jueus

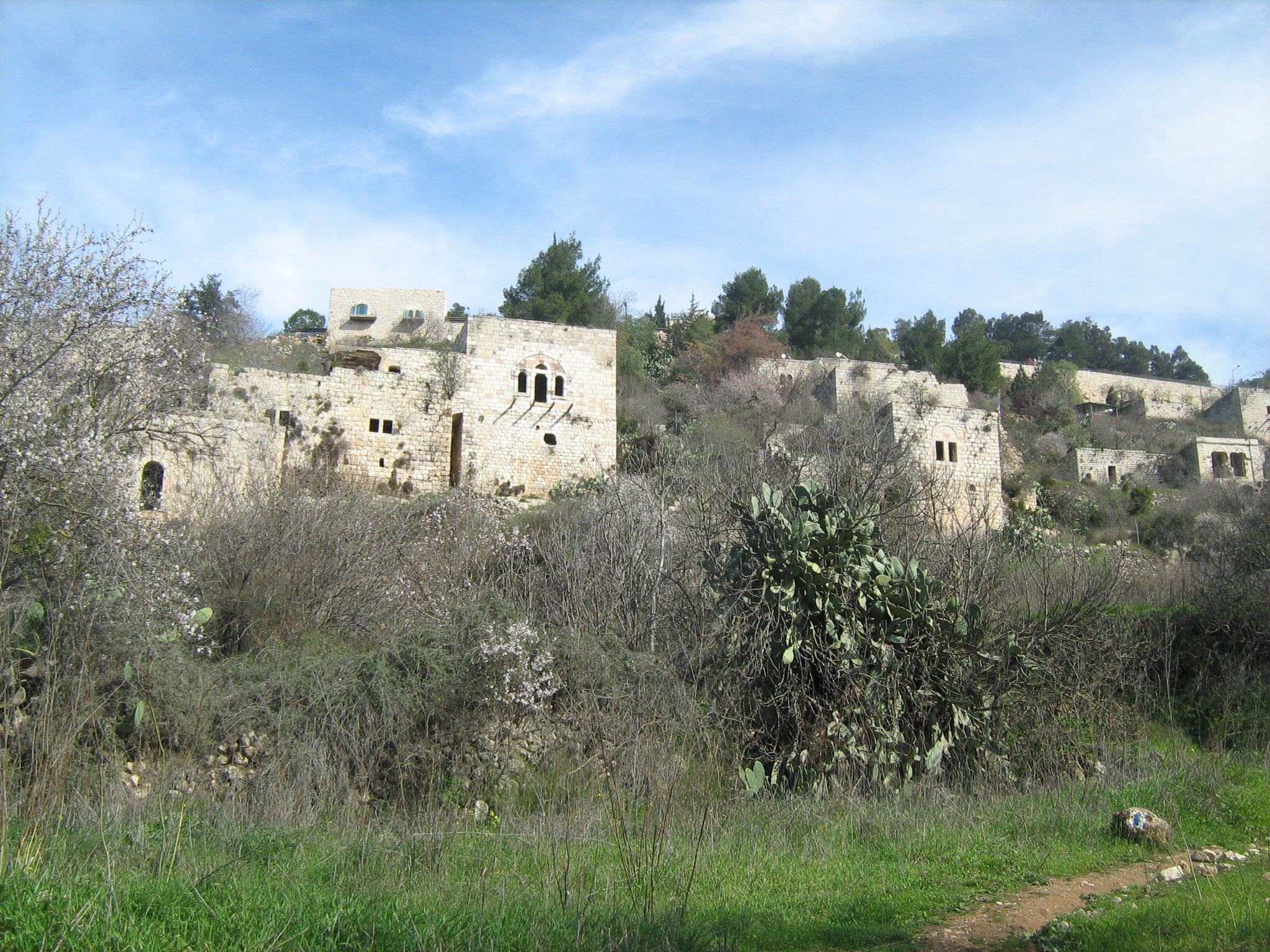
Poble despoblat de Lifta, prop de Jerusalem.

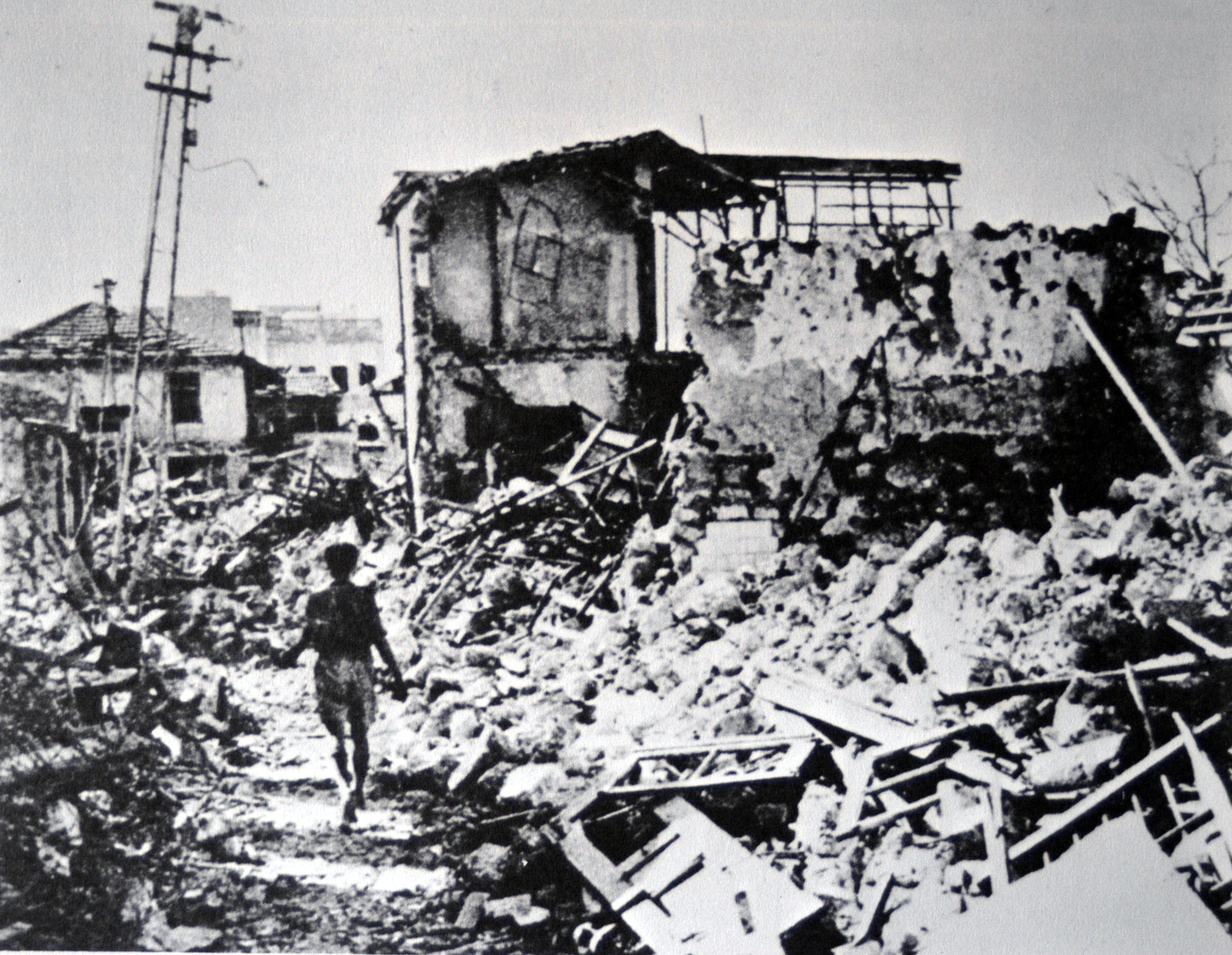
Barri de Manshiyeh, en Jaffa, després de l'assalt jueu.

Els autors que proposen aquesta visió dels fets consideren a més que va haver-hi, per part dels líders jueus, una clara voluntat de convivència pacífica d'ambdues comunitats. L'Assemblea de Jueus de Palestina va fer una crida el 2 d'octubre de 1947 indicant que farien tot el que estigués en el seu poder per mantenir la pau, i establir una beneficiosa cooperació per a jueus i àrabs, incitant a les nacions àrabs a unir les seves forces amb els jueus i el futur Estat jueu i treballar conjuntament pel ben comú, per la pau i el progrés d'iguals sobiranies.
El 30 de novembre, l'endemà que l'ONU aprovés la partició, l'Agència Jueva va anunciar que el tema fonamental darrere de les celebracions espontànies que tenien lloc en aquest moment expressaven el desig de la comunitat jueva de buscar la pau i la seva determinació d'aconseguir una fructífera cooperació amb els àrabs.
La proclamació de la Independència d'Israel, emesa el 14 de maig de 1948, també convidava els palestins a romandre en les seves llars i a convertir-se en ciutadans iguals en el nou Estat.

### El rebuig de la partició com a causa del problema dels refugiats
Aquests autors consideren que el problema de l'èxode palestí va ser la conseqüència del rebuig àrab de la partició. En aquest sentit assenyalen que els primers a anar-se van ser aproximadament 30.000 àrabs rics que van preveure la imminència d'una guerra i van fugir cap als països àrabs veïns per esperar-ne la fi. Els àrabs de menys recursos de les ciutats mixtes de Palestina es van mudar a pobles totalment àrabs per quedar-se amb parents i amics.
El 23 d'abril de 1948, la Haganà va prendre Haifa. Un informe de la policia britànica de Haifa, datat el 26 d'abril, explicava que «els jueus van fer tot l'esforç possible per persuadir la població àrab perquè hi romangués i seguís portant la seva vida normal, que obrís les seves botigues i negocis i que les seves vides i interessos estarien fora de perill».

### La invasió àrab com a causa de l'èxode
En aquesta ocasió, s'argumenta que la invasió àrab i la ràpida victòria jueva va provocar la por i posterior èxode. Així doncs, segons el conflicte s'estenia a àrees que prèviament havien estat tranquil·les, els àrabs van començar a veure la possibilitat de la derrota. Quan la possibilitat es va convertir en realitat, la fugida dels àrabs va augmentar, més de 300.000 van sortir després del 15 de maig. Aproximadament 160.000 àrabs van quedar-se a l'estat d'Israel.
En una altra ocasió, un líder del Comitè Nacional Àrab a Haifa, Hajj Nimer el-Jatib, va dir que els soldats àrabs a Jaffa van maltractar els residents.
A principis d'abril, uns 25.000 àrabs havien sortit de l'àrea de Haifa després d'una ofensiva de les forces irregulars dirigides per Fawzi al-Qawukji i van sorgir rumors que les forces aèries àrabs no trigarien a bombardejar les àrees jueves al voltant del Mont Carmel.

### Visió sobre les massacres jueves a innocents
Consideren aquestes fonts que els autors revisionistes han exagerat massacres per part jueva com la de Deir Yassin. En aquest sentit, contràriament a les històries revisionistes que diuen que el poble de Deir Yassin estava ple de pacífics innocents, els veïns i les tropes estrangeres van obrir foc contra els atacants.
En referència a la matança de Deir Yassin, es va dir que «paradoxalment, els jueus diuen que uns 250 dels 400 habitants del llogaret van morir, mentre els àrabs supervivents diuen que només van ser 110 de 1.000». Un estudi de la Universitat de Bir Zeit, basat en discussions amb cada família del llogaret, va arribar a la xifra de 107 àrabs civils morts i 12 ferits, a més de 13 «combatents», prova que el nombre de morts va ser més petit del que es deia i que el llogaret sí que hi tenia tropes estacionades. Altres fonts àrabs han suggerit que el nombre pot haver estat fins i tot més baix.
D'altra banda, després de les batalles que van tenir lloc al llogaret de Deir Yassin, les autoritats àrabs van exagerar i magnificar les suposades atrocitats i van inventar fets de violacions perpetrades per grups paramilitars jueus amb l'objectiu de provocar la fúria dels residents àrabs, però el resultat no va ser l'esperat, ja que quan els àrabs palestins van sentir sobre les matances inventades a Deir Yassín, van fugir del territori per un temor infundat que els jueus els exterminarien quan els veiessin.
Els líders àrabs també van fer recomanacions o pressions perquè els palestins abandonessin el país durant la guerra, per raons polítiques i militars:
- Polítiques: es tractava de demostrar al món sencer i a les Nacions Unides en primer lloc, que la partició era un error.

- Militars: quan els exèrcits àrabs ataquessin "llançarien els jueus al mar", frase que va fer fortuna i que significava senzillament que els soldats àrabs tenien ordre d'arrasar vides i hisendes, d'esborrar tot vestigi d'un Estat jueu, per a això no hauria d'haver-hi població civil àrab pel mig.

## La visió tradicional palestina i dels nous historiadors israelians

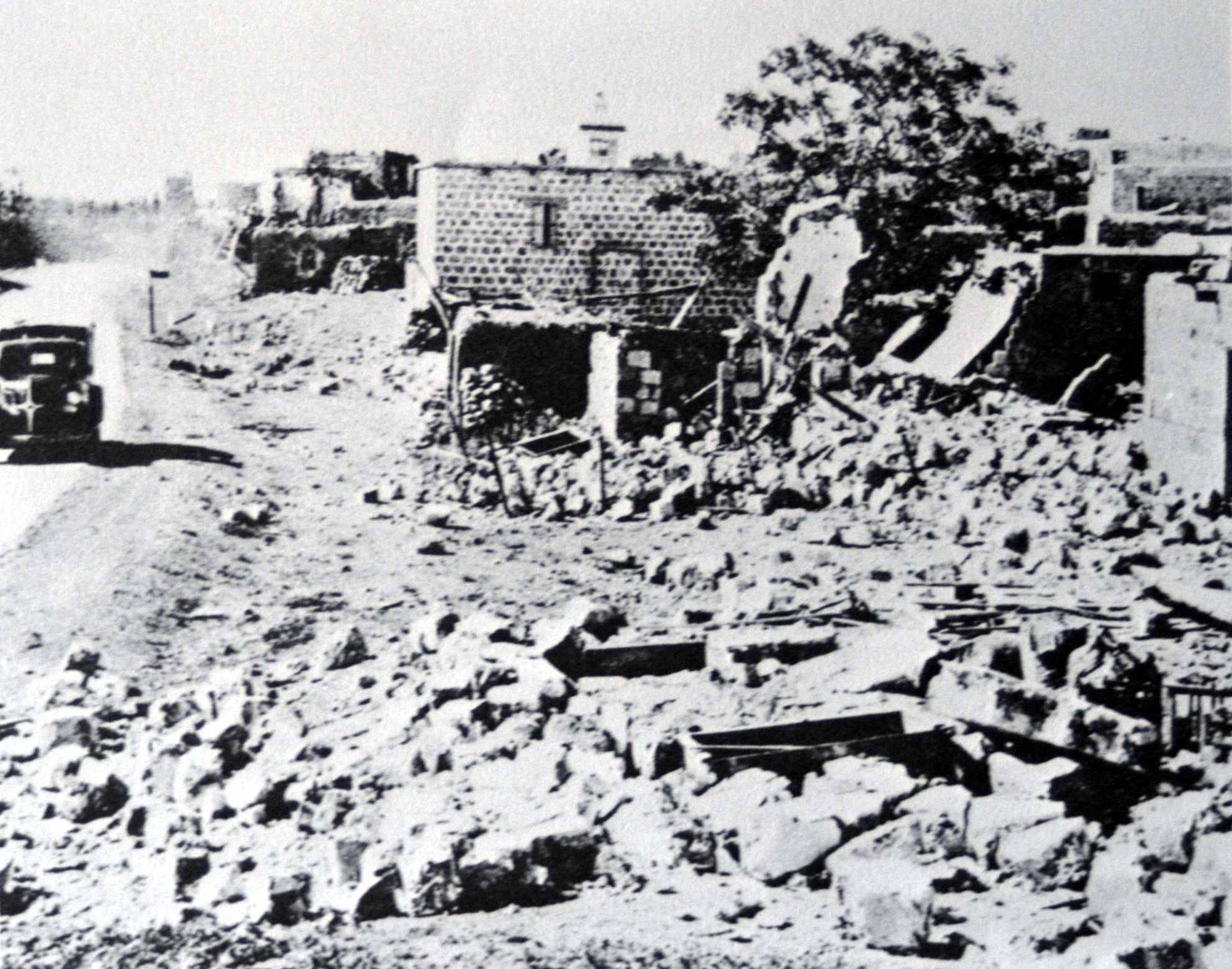
El poble de Sumeiriya, prop d'Acre, el 1948.

A mitjan anys vuitanta, les Forces de Defensa d'Israel van donar accés a un cert nombre de documents sobre els anys de la guerra. Això va donar lloc al fet que un gran nombre d'historiadors, en la seva majoria israelians, van revisar l'anomenada visió tradicional, amb el treball pioner de Benny Morris, i van arribar a la conclusió que els nous informes posaven en dubte els arguments de la visió tradicional. Va ser així com van sorgir els anomenats nous historiadors. En aquest sentit, Morris (1995) observa:
Alguns dels documents desclassificats, com el diari de Yosef Weitz havien estat publicats amb anterioritat, però amb diferències significatives.
Morris (1995) és conscient ell mateix de les limitacions de la seva cerca bibliogràfica. Considera que la base de la historiografia ha de ser sempre els documents. No obstant això, és conscient que aquests han de ser presos i entesos amb cura. Segons ell, sempre existirà una diferència entre el que va ser escrit i la realitat, és a dir, entre el que es va dir i el que va succeir. Aquesta precaució encara ha de ser més gran si les fonts d'informació provenen de testimoniatges orals presos molt de temps després dels fets. Per aquesta raó, el seu estudi es basa essencialment en documents d'arxiu (israelians i de països occidentals) i recorre ocasionalment a les entrevistes solament per il·lustrar ambients i sentiments, però mai per establir fets.

### Les crides a l'èxode per part dels líders àrabs
En primer lloc, Khalidi i Childers, consideren falsa l'acusació que els líders àrabs fessin crides per ràdio als àrabs de Palestina perquè deixessin les seves terres, i fins i tot van considerar que això havia estat una estratègia de desinformació per part de les autoritats israelianes. Els autors dubten que aquestes crides es fessin mitjançant la ràdio ja que no haguessin tingut cap efecte sobre la població sense ràdio. Els autors van revisar les retransmissions de ràdio de l'any 1948 a Palestina, a partir dels arxius de la BBC a Xipre (l'arxiu radiofònic palestí de l'època més important). No hi van trobar ni una sola crida a l'èxode feta pels líders àrabs i en canvi sí que hi van trobar declaracions d'aquests mateixos líders demanant a la població àrab de quedar-se a Palestina.
Amb relació als motius que van impulsar l'èxode àrab, Kapeliouk (1987) cita un document de 24 pàgines del servei d'intel·ligència militar jueu (SHAI). D'acord amb l'autor, aquesta primera onada de refugiats va afectar 400.000 persones. La segona onada, entre juny i desembre de 1948, en va afectar 300.000.
No obstant això, segons Morris (1986), el mateix document si bé estableix que van ser les operacions les que van provocar l'èxode de la població àrab, no estableix que això fos el resultat d'una acció premeditada per part de les Forces de Defensa d'Israel, sinó més aviat el resultat inesperat de les accions militars de la guerra. Segons Jacob Shimoni, director del Departament d'Afers de l'Orient Mitjà del Ministeri d'Afers Exteriors d'Israel el 1948, les conclusions de Morris eren correctes.

### La massacre de Deir Yassin
Masalha, professora en la Universitat Hebrea de Jerusalem, considera que la major part d'historiadors israelians actuals accepten el rol de la massacre de Deir Yassin, encara que no la seva intencionalitat, a precipitar l'èxode àrab. No obstant això, la major part d'aquests historiadors considera que les atrocitats van ser comeses pels dissidents del Lehi i de l'Irgun, i exoneren així a la Haganà de Ben-Gurion de tota responsabilitat.

### La massacre d'Al-Damaymah i altres atrocitats
La massacre d'Al-Damaymah va sortir a la llum solament 36 anys després que tingués lloc, en dos articles en el periòdic Hadashot (24 i 26 d'agost de 1984) publicats per una periodista israeliana, Yeolla Har-Shefi. Ben-Gurion en els seus Diaris de Guerra cita l'episodi esmentant al cap del govern militar, el general Elimelekh Avner, que l'havia informat que certs rumors indicaven que les tropes israelianes havien assassinat unes 70 o 80 persones. Ben-Gurion va admetre que Hayim Moshe Shapira va investigar el fet, no obstant això, el document produït per aquest es manté en secret després de la decisió ministerial d'Yitshaq Rabbín, Moshe Arens, Avraham Sharir i el Tribunal Suprem d'Israel.

### El rol de la Haganà i el Palmach
En el diari de Yosef Weitz, recollit per Morris (1995), s'assenyala la participació de la Haganà en l'expulsió d'àrabs de Palestina. Després de les demandes de diversos veïns hebreus en una zona propera a Haifa, Weitz va demanar a la Haganà d'intervenir.
Unes setmanes més tard Shachevitz va informar Weitz que la major part de beduïns de la zona havien estat expulsats. Actuacions similars recollides en el diari de Weitz van provocar l'expulsió de la vall de Zevulun i en el de Bet She'an.
En el diari de Yosef Nahmani, Morris (1995) destaca un text escrit el mateix dia on l'autor explica l'atac de la Haganà (Palmah) al poble d'al-Husayniyya la nit del 16 de març, en la qual dotzenes d'àrabs van ser assassinats.
Els darrers dies abans de la conquesta hebrea de Tiberíades (aleshores de majoria àrab) entre el 16 i 18 d'abril, Nahmani escriu sobre el rebuig de la Haganà a qualsevol negociació i el seu atac al petit poble veí de Khirbat Nasir al-Din, en el qual civils àrabs, incloent nens, van ser assassinats. Cap d'aquests esdeveniments van ser publicats en la versió de Weitz del diari de Nahmani. Segons Morris (1995), Nahmani escriu "La vergonya cobreix el meu rostre, m'agradaria escopir a la ciutat i anar-me'n".
Una altra part del text del diari de Nahmani que no recull la publicació de Weitz narra els fets esdevinguts entre el 29 i el 31 d'octubre de 1948. Les Forces de Defensa d'Israel (FDI) (successores de la Haganà) van conquistar l'últim gran racó de Galilea en mans àrabs en el que es va conèixer com l'Operació Hiram. L'operació es va caracteritzar per una sèrie d'atrocitats comeses contra la població. El 6 de novembre, Nahmani descrivia com els habitants àrabs havien aixecat la bandera blanca en senyal de rendició i els soldats els van separar en grups d'homes i dones, van lligar les mans a 56 camperols, els van disparar i els van enterrar en una fossa. Posteriorment van violar diverses dones. Als pobles de Eilaboun i Farradiya, quan els habitants dels pobles es van queixar de la seva expulsió, els soldats van començar a disparar i després de matar unes 30 persones, els van portar fins al Líban. A Saliha, Nahmani explica com els soldats van tornar a disparar contra al voltant de 60 o 70 persones.

### L'impediment de la tornada dels refugiats
Kapeliouk (1987) diu que Ben-Gurion es va oposar al fet que els israelians s'involucressin a solucionar el problema dels refugiats palestins, atès que considerava que el problema se solucionaria amb el temps.

### Sobre els esquemes de transferència d'àrabs

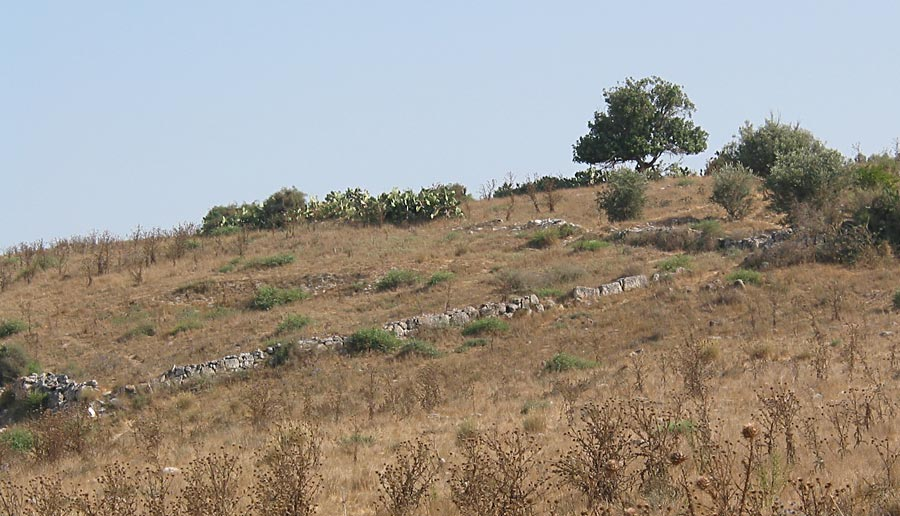
Ruïnes abandonades del poble de Bayt Jibrin.

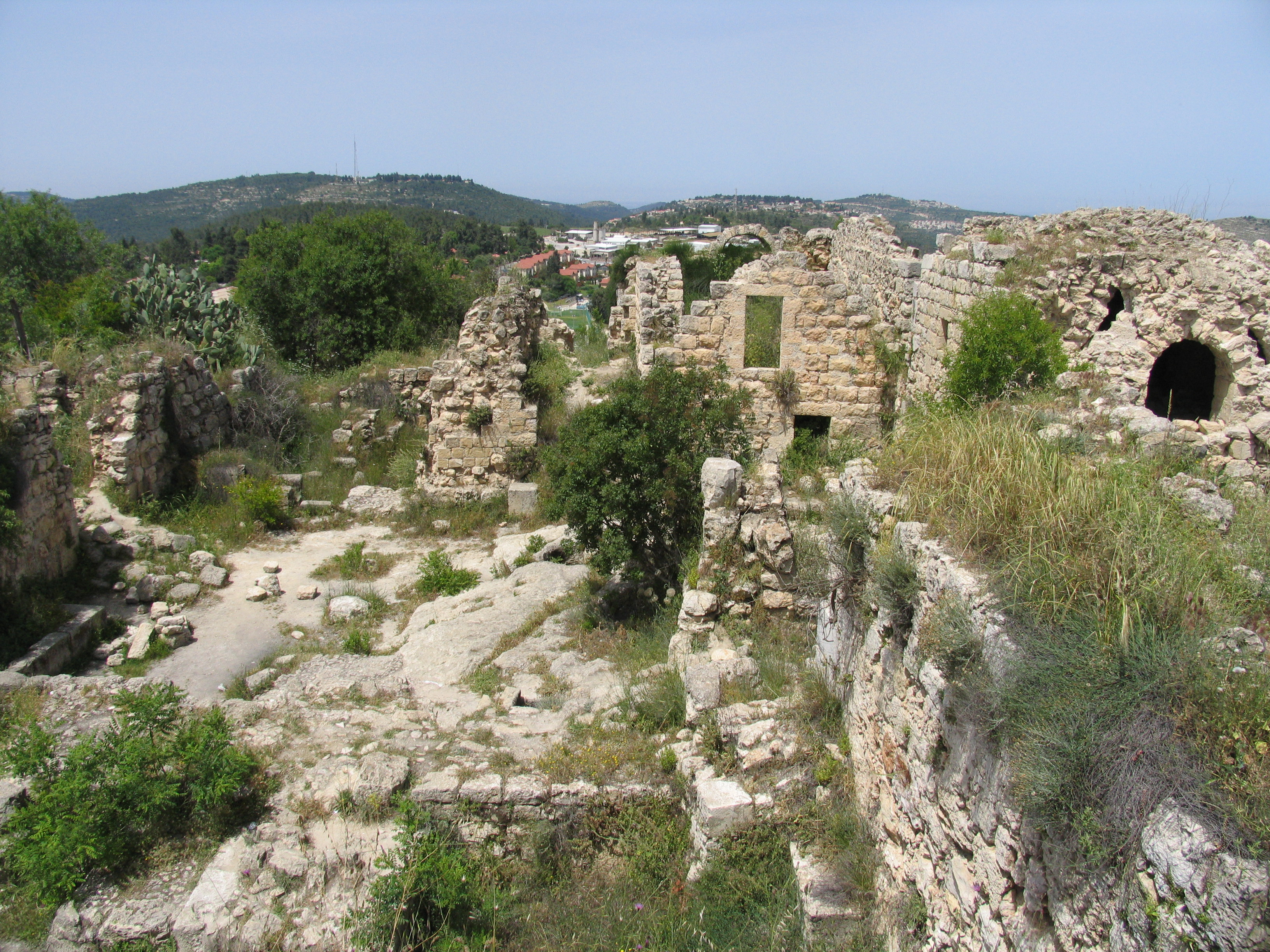
Ruïnes del poble palestí de Pugi, prop de Jerusalem, al fons es poden observar els quibuts que es van construir a les terres del poble.

Morris (1995) cita el diari de Weitz que recull la participació d'aquest en un Comitè de Transferència que ell mateix havia fundat al maig i que va presidir. Aquest comitè tenia com a objectiu assegurar-se que els àrabs que havien abandonat les seves terres no hi poguessin tornar, i també facilitar que se n'anessin. El comitè funcionava com un grup de pressió cap al gabinet de ministres, la burocràcia governamental i fins i tot les FDI. Al mateix temps, el comitè organitzava accions destinades a promoure aquests objectius, com la destrucció dels pobles àrabs abandonats. No obstant això, malgrat la insistència per part de Weitz en el reconeixement del seu comitè, Ben-Gurion va rebutjar acordar-l'hi. Malgrat estar d'acord amb els seus objectius i activitats, el líder hebreu rebutjava que l'estat jueu fos associat amb les polítiques d'expulsió.
D'acord amb el diari de Weitz recollit per Morris (1995), aquest i Ben-Gurion es van reunir el 5 de juny, dia en què Weitz li va presentar un memoràndum de tres pàgines amb títol "Transferència retroactiva, esquema per a la solució de la qüestió àrab a l'Estat d'Israel". En aquest document s'assenyalava que el Comitè de Transferència va proposar mesures dissenyades per blocar el retorn dels refugiats àrabs, facilitar-ne l'establiment en països àrabs i fomentar l'emigració dels àrabs que encara es trobaven a Israel. Entre les mesures es trobaven: la destrucció de pobles àrabs, l'impediment de l'agricultura dels àrabs, la renovació d'assentaments i l'establiment de jueus en aquests, l'ús de la propaganda per impedir la tornada dels refugiats, i la compra de terrenys d'àrabs que desitgessin anar-se'n. En el seu diari, Weitz esmenta que Ben-Gurion va aprovar aquestes mesures. No obstant això, en el diari de Ben-Gurion no hi ha cap referència a aquests comitès de transferència.

### Manipulació dels textos de líders hebreus
Morris (1995) explica que el text basat en el diari de Yosef Nahmani que va ser publicat per Weitz amb el títol "Yosef Nahmani, Ish Hagalil" (Yosef Nahmani, home de Galilea) no contenia certes parts de l'original. Segons Morris, Weitz "va ometre parts de gran transcendència i va modificar unes altres d'una forma clarament guiada per motius polítics i propagandístics".

## Llei de la Nakba
El Parlament d'Israel va aprovar el 22 de març de 2011, per 37 vots a favor i 25 en contra, una nova legislació —coneguda com a Llei de la Nakba— proposada pel partit d'extrema dreta Yisrael Betenu (Israel la nostra llar) que penalitza la celebració de la Nakba amb multes a autoritats que financin o organitzin esdeveniments per commemorar aquesta data. La Nakba es commemora el 15 de maig —data de creació de l'estat d'Israel. Els partits d'esquerres consideren la llei antidemocràtica i restrictiva amb la llibertat de pensament i expressió.